# Aécio Neves

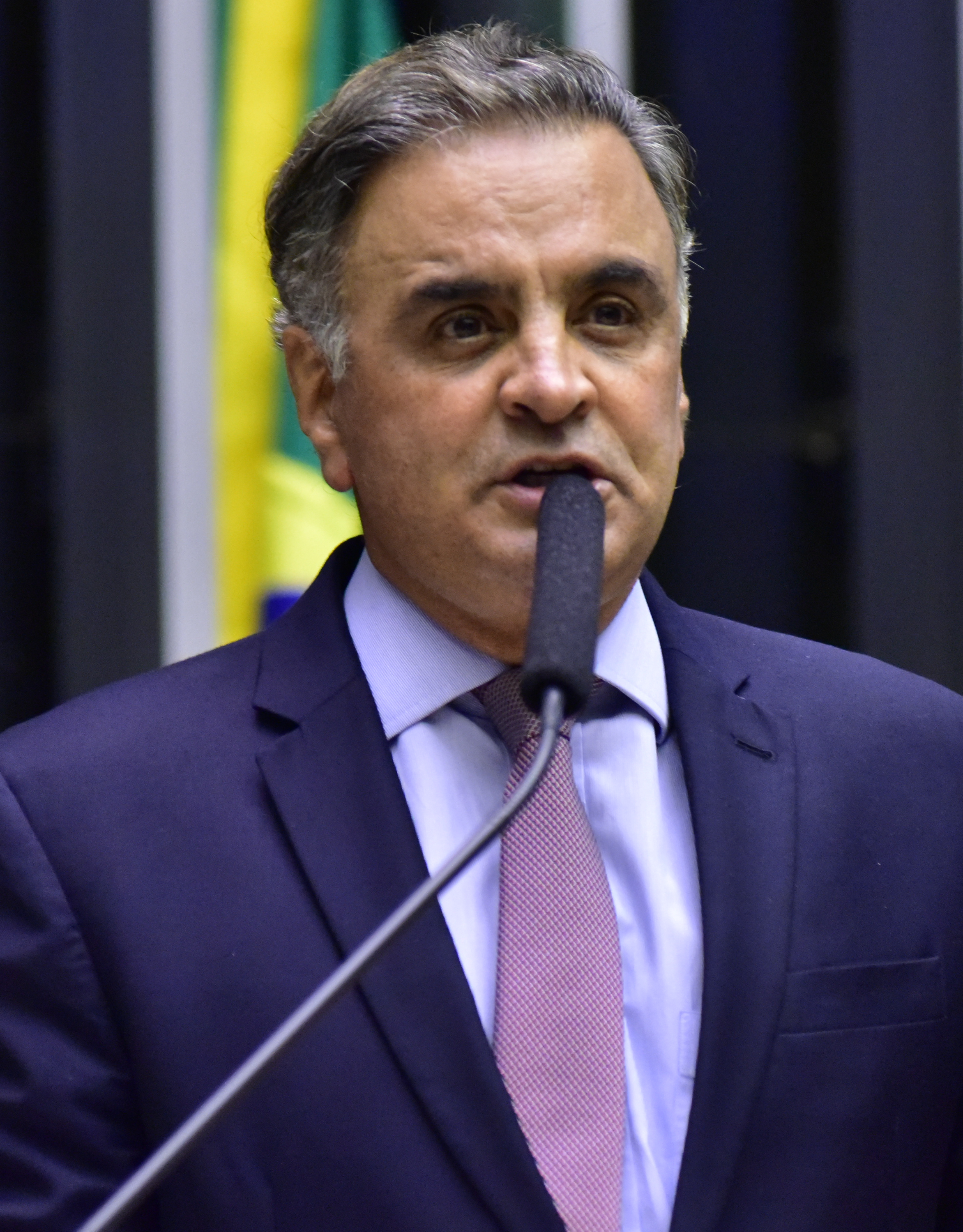
Aécio Neves (2023)

Aécio Neves da Cunha (* 10. März 1960 in Belo Horizonte) ist ein brasilianischer Ökonom und Präsident der Partei Partido da Social Democracia Brasileira (PSDB). Neves war zwischen dem 1. Januar 2003 und 31. März 2010 siebzehnter Gouverneur des Bundesstaates Minas Gerais und ist derzeit Senator des Bundessenates im Oberhaus des Nationalkongresses von Brasilien. Er trat als Kandidat seiner Partei bei der Präsidentschaftswahl 2014 an.

## Karriere
Er kommt aus einer „Familie der politischen Tradition in Brasilien“. Er ist Enkel und war persönlicher Privatsekretär von  Tancredo Neves (1910–1985), einem der prominentesten und beliebtesten Politiker Brasiliens, der als gewählter Präsident noch vor seinem Amtsantritt starb. Aufgewachsen in Belo Horizonte, begleitete Aécio mit zehn Jahren seine Eltern nach Rio de Janeiro. Nach einem Studium der Wirtschaftswissenschaften an der Katholischen Universität von Minas Gerais begann er mit 23 Jahren seine politische Karriere in Brasília mit einem ersten von vier Mandaten als Kongressabgeordneter des Bundesstaates Minas Gerais bis 2002. Er gehörte bis 1989 dem Partido Movimento Democrático Brasileiro (PMDB) an. Neves war von 2001 bis 2002 Präsident der Abgeordnetenkammer sowie Führer der PSDB, der er im März 1989 beigetreten war.

### Präsidentschaftskandidat
Im ersten Wahlgang zu den Präsidentschaftswahlen erreichte Neves am 5. Oktober 2014 33,6 % der Stimmen, womit er überraschend deutlich vor Marina Silva lag. Damit erreichte er eine Stichwahl gegen die amtierende Präsidentin Dilma Rousseff. Die Tatsache, dass Neves als Gouverneur auf dem Grundstück seines Onkels einen mit öffentlichen Geldern finanzierten Flugplatz bauen ließ, war von seinen Gegnern während des Wahlkampfes polemisiert worden. Bei der Stichwahl unterlag er am 26. Oktober 2014 mit 48,4 % der Stimmen gegen 51,6 % für die somit wiedergewählte Rousseff.

### Privatleben
Aécio Neves ist in zweiter Ehe mit Letícia Weber aus Rio Grande do Sul verheiratet und hat zwei Töchter. Eine weitere Tochter stammt aus einer ersten Ehe.